# Pterochilus bimammillatus
Pterochilus bimammillatus är en stekelart som beskrevs av Giordani Soika. Pterochilus bimammillatus ingår i släktet Pterochilus och familjen Eumenidae. Inga underarter finns listade i Catalogue of Life.